# Kamienica Jezuicka 2 w Bydgoszczy
Kamienica Jezuicka 2 w Bydgoszczy – zabytkowa kamienica, położona przy ulicy Jezuickiej w Bydgoszczy.

## Położenie
Budynek zajmuje narożnik ulic: Jezuickiej, Farnej oraz Przyrzecze. Główne skrzydło znajduje się w zachodniej pierzei ul. Jezuickiej naprzeciw budynku ratusza oraz katedry św. Marcina i Mikołaja. 

## Historia
Pierwszy budynek przy obecnej ul. Jezuickiej 2 został wzniesiony prawdopodobnie w XV-XVI w. Po potopie szwedzkim, podobnie jak większość okolicznych domostw - uległ zniszczeniu, spaleniu lub opuszczeniu, o czym świadczy lustracja z 1658 r. W roku 1773 pisano, że „wokół Fary istniał tylko jeden dom”, co potwierdza również plan Bydgoszczy mierniczego Gretha z 1774 r.
Dom został odbudowany w latach 70.-80. XVIII wieku uzyskując formę barokową. W 1899 r. dom był ściśle związany z sąsiednim (Jezuicka 4), w którym mieściły się biura „Stadtbriefpost Hansa” czyli urzędu pocztowego, który prowadziła wdowa Schwarz. 
W okresie międzywojennym kamienica w ramach uporządkowania numeracji domów przy ul. Jezuickiej otrzymała numer dzisiejszy: 2.
Po II wojnie światowej upaństwowiony budynek popadł w ruinę. W 1974 r. na podstawie uchwały MRN rozpoczęto w tym rejonie prace rekonstrukcyjne prowadzące do „uporządkowania dawnej zabudowy Starego Miasta”. Kwartał zabudowy między ul. Jezuicką, a Przyrzecze odnawiany był w pierwszej kolejności, a jednym z pierwszych zmodernizowanych budynków była kamienica przy Jezuickiej 2 (1980). Budynek przeznaczono dla Bydgoskiego Towarzystwa Naukowego. Umieszczono w niej bibliotekę naukową z czytelnią, salę odczytową, redakcję wydawnictw oraz pracownię. 
W latach 90. XX w. znajdowały się tu: sala konferencyjna Aula Lochovsciana Bydgoskiego Towarzystwa Naukowego, Biblioteka Wydziału Historii UKW, Wydział Kultury Urzędu Miejskiego, Biuro Badań i Dokumentacji Zabytków PSOZ oraz Wojewódzki i Miejski Konserwator Zabytków.

## Architektura
Kamienica jest dwukondygnacyjna z poddaszem użytkowym. Wzniesiono ją na rzucie podkowy ze skrzydłami od ulic: Jezuickiej, Farnej i Przyrzecze. Część nadziemna wykonana jest w panującym w XVIII wieku stylu barokowym. Posiada sień przechodnią z zachowanym z XVIII wieku dziedzińcem i otwartym drewnianym krużgankiem (galeriami). Elewacja frontowa ozdobiona jest sgraffitem w formie medalionów według projektu Witolda Wasika. Płaskorzeźby przedstawiają pięciu naukowców i artystów związanych z Bydgoszczą i regionem.